# 梅圖耶河畔波利采

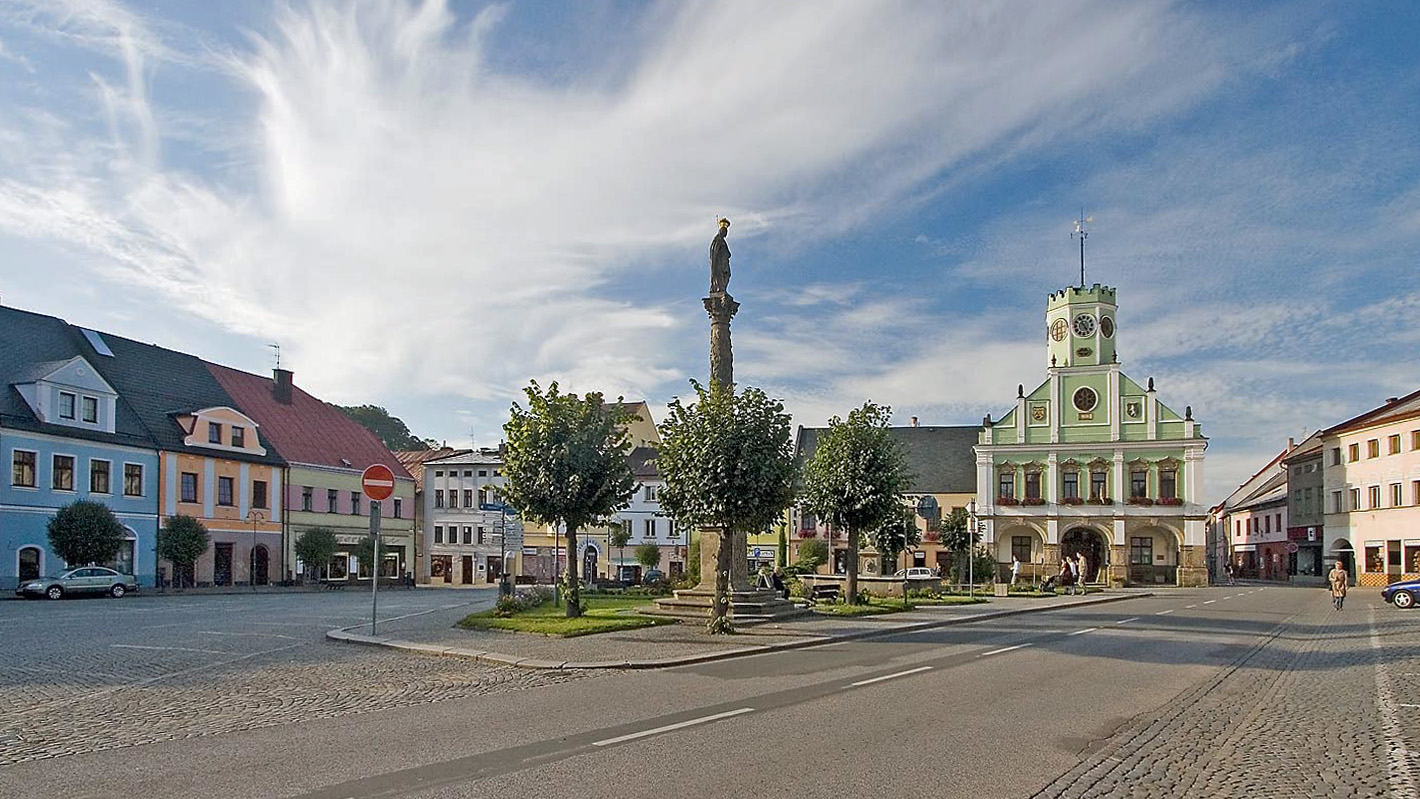

梅圖耶河畔波利采是捷克的城鎮，位於該國北部，距離納霍德17公里，由赫拉德茨-克拉洛韋州負責管轄，面積24.4平方公里，海拔高度441米，2012年人口4,301。

## 外部連結
- Official website （页面存档备份，存于）

50°32′13″N 16°14′02″E / 50.537°N 16.234°E